# Vlag van Harjumaa

Vlag van Harjumaa

De vlag van Harjumaa, een provincie van Estland, bestaat net als alle vijftien andere Estische provincievlaggen uit twee even hoge banen van wit en groen met het provinciewapen op het midden van de witte baan. Groen staat voor de natuur in Estland. Ook toen werd gekozen voor een unieke en als zodanig direct herkenbare provincievlag. De vlag is, net als alle andere provincievlaggen, vastgelegd door toenmalig president Konstantin Päts: dit gebeurde op 7 augustus 1939, en nogmaals op 24 december 1996. De hoogtelengte verhouding van de vlaggen is 7:11; bij een vlag van 105 bij 165 centimeter is de hoogte van het wapen 40 centimeter.
Het provinciewapen op het midden van de witte baan van de vlag bestaat uit een rood schild met een wit kruis.
Het wapen werd in 1929 aangenomen en is afkomstig van de hoofdstad Tallinn. Tallinn heeft een groot wapen bestaande uit drie gaande blauwe leeuwen op goud en een klein wapen bestaande uit een zilveren kruis op rood. Deze naam is terug te voeren op de middeleeuwse aanduiding Taani-linn ofwel Deense stad. Deze naam en de wapens zijn afkomstig van het Deense hertogdom Estland (1220-1346), dat in het noorden van het huidige Estland lag. In 1218 kreeg Waldemar II van Denemarken van de Paus toestemming Estland te veroveren (en te kerstenen). In 1219 vielen de Denen aan in het noorden bij de plaats Lyndanisse. Volgens legende zou bij deze slag de Deense vlag, de Dannebrog, uit de hemel zijn komen vallen, waardoor de Denen de overwinning behaalden. Tallinn ligt op de plaats van het oude Lyndanisse.